# Salina Ocna Mureș
Salina Ocna Mureș este o veche unitate minieră din Ocna Mureș, județul Alba. 

## Generalități
Intreprinderea aparține "Societății Naționale a Sării" din București (SALROM). Adresa: str. Mihai Eminescu 19, 515700 Ocna Mureș.
În afară de exploatarea zăcămintelor de sare gemă de la Ocna Mureș și Războieni-Cetate, Salina Ocna Mureș a avut în perioada postbelică și sarcina exploatării următoarelor zăcăminte de substanțe minerale nemetalifere:
- zăcământul de bentonit de la Ocna Mureș.
- zăcământul de nisip cuarțos de la Făgetu Ierii, județul Cluj.
- zăcământul de calcare de la Poiana Aiudului, județul Alba.
- zăcământul de bentonit de la Șeușa, județul Alba.

## Date geologice
Zăcămintele de sare din Transilvania (exploatate sistematic în cursul vremii la Ocna Dejului, Cojocna, Turda, Ocna Mureș, Ocna Sibiului și Praid) s-au format cu 13,5 milioane de ani în urmă, într-o mare cu adâncime redusă și sub un climat tropical, foarte cald. Etajul geologic respectiv corespunde miocenului mediu. Stratul de sare se întinde pretutindeni în subsolul Transilvaniei, având o grosime medie (originară) de circa 400 m. Straturile groase de sedimente depuse ulterior deasupra orizontului de sare au apăsat cu o greutate imensă stratul maleabil și plastic de sare, care a căutat zone mai slabe ale scoarței terestre la marginea Transilvaniei, unde s-a ridicat sub forma unor ciuperci cu înălțimi de peste 1.000 m, ajungând de multe ori chiar până la suprafața pământului (cazul localităților cu vechi exploatări de sare menționate mai sus). La Ocna Mureș ciuperca de sare are o înălțime de cca 1.800 m (dovedită prin foraje de cercetare).
Cupola masivului diapir de sare care aflorează la suprafață (în centrul orașului Ocna Mureș) are o formă elipsoidală, cu axa mare (orientată nord-sud) de 800 m și axa mică (est-vest) de 500 m. Această zonă este împrejmuită cu un gard de prefabricate, care cuprinde o suprafață de 17 ha.

## Exploatările de sare

### Exploatările vechi

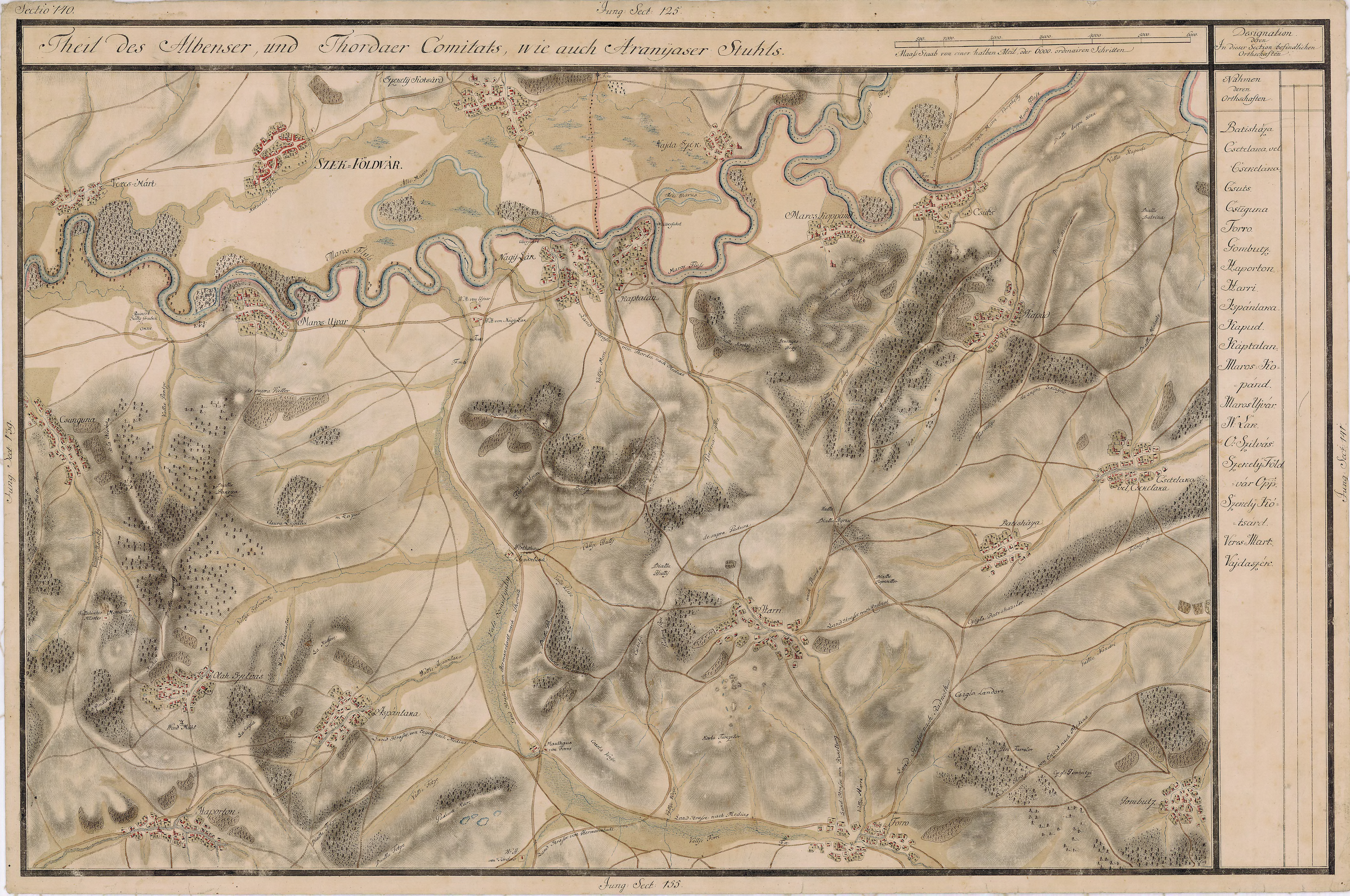
Zona Ocna Mureş pe Harta Iosefină a Transilvaniei din anii 1769-1773 (Sectio 140)

Datorită apariției la suprafată a sării, zăcământul a fost exploatat încă din epoca bronzului, continuând neîntrerupt în epoca dacică și epoca romană (în perioada romană localitatea s-a numit Salinae ), în zona de vest și nord-vest a masivului, prin mici cariere (aici se găsesc în prezent „Lacurile Romane”). Minele romane erau, de obicei, camere lungi de 15-30 m, deschise la zi și cu exploatare în vatră. Din aceste perioade au fost descoperite numeroase unelte specifice de minierit, cum ar fi o lopată cu mâner scurt, mai multe de lopeți plate de tip „vâslă ”, un „satâr” cu mâner, două bucăți de lemn cu capete încovoiate (probabil tălpi de sanie pentru transportarea blocurilor de sare iarna), icuri de tip pană si un târnăcop primitiv (cu vârful dintr-un corn de bovină în care intra un mâner din lemn).
Volker Wollmann în monografia sa asupra mineritului subliniază prezența în imediata apropiere a zăcămintelor de sare, de fiecare dată, a unei fortificații romane. Castrul roman de la Războieni-Cetate a apărat exploatările de sare de la Ocna Mureș.
Pe Harta Iosefină a Transilvaniei (Sectio 140), realizată la ridicarea topografică din anii 1769-1773 este marcată în felul următor prezența unor exploatări de sare abandonate în zona actualului oraș Ocna Mureș: "Ruiniert, Saltz Gruben, Okne".
Localitatea s-a dezvoltat spre sfârșitul secolului al XVIII-lea, când a început exploatarea organizată a sării (după anul 1791), respectiv, când administrația austriacă a preluat controlul producției de sare.
Nu se cunosc date sigure asupra modului de exploatare al sării de la Ocna Mureș în Evul Mediu și în perioada premergătoare anului 1791.

#### Tehnica de deschidere a ocnelor vechi de sare din Ardeal
Înainte de deschiderea unei noi ocne de sare în Ardeal , se făceau deobicei foraje de explorare. Dacă până la adâncimea de 36 m (18 Klafter = 18 stânjeni) nu se intercepta sarea, se renunța la proiect, din cauza adâncimii prea mari a puțurilor. Ideal era ca solul să aibă o grosime de max. 10-12 m (5-6 stânjeni). La un rezultat pozitiv al primului foraj, se executa un al doilea, la o distanță de 6 m (3 stânjeni) de primul, pentru stabilirea exactă a grosimii stratului acoperitor deasupra celui de al doilea puț. Al doilea puț se amplasa preferențial la aceeași cotă cu primul sau cu max. 4-6 m (2-3 stânjeni) diferență de nivel față de primul puț. Un puț era rezervat pentru intrarea și ieșirea minierilor din ocne (cu ajutorul unor frânghii de cânepă), iar celălalt puț pentru extragerea sării din subteran. Puțurile se săpau cu profil patratic, fiecare latură având 2,8 m (9 pași; 1 pas = 0,3 m) până la o adâncime de 4 m (2 stânjeni) sub contactul steril-sare, după care se lărgea treptat pe următorii 4 m (2 stânjeni), cu profil tot patratic. Aici se făcea așa-numitul “fundament”, din bârne de lemn incastrate în sare, pe care se sprijinea întregul puț. Apoi se arma puțul, de jos în sus, la început cu un amestec de argilă, pleavă și lână de oaie (pentru impermeabilizarea pereților), după care cu bârne (grinzi) de lemn. Grosimea armăturilor era de 0,3 m (1 pas), astfel ca profilul efectiv al puțului se reducea în final de la 2,8 x 2,8 m la 2,5 x 2,5 m. De la nivelul steril-sare în jos pereții se căptușeau cu piele de bivol, care împiedeca contactul direct al apei cu pereții de sare. Apa care picura totuși în mină era captată și scoasă la suprafață. De la nivelul “fundamentului” în jos se săpa cu profil tot mai lărgit, conic, așa că după alți cca 8 m (4 stânjeni) cele 2 puțuri alăturate se uneau. De aici, mina lua o formă conică-ogivală cu secțiunea pe cât posibil circulară (care nu se realiza practic decât rar). Mina se declara gata pentru exploatare numai după ce un agent al administrației salinei, stând pe un bulgăre de sare în mijlocul ocnei, nu mai putea atinge tavanul ocnei cu ciocanul. Din acest moment, salariul tăietorilor de sare scădea de la 4,5 creițari (4,5 Kreuzer) pentru fiecare bloc de sare, la obișnuitul tarif de 1,5 creițari. Ocna era dată atunci oficial în funcțiune, primind totodată un nume. Costurile de deschidere ale unei ocne de sare se ridicau deobicei la peste 5.000 florini (guldeni) de argint.

### Exploatări după anul 1791
După anul 1791 la Salina Ocna Mureș sarea uscată a fost exploatată în mai multe mine subterane.
- Minele de sare deschise între 1791-1880 au fost plasate exclusiv în partea de vest a masivului, având camere cu profil trapezoidal sau paralelipipedic. Galeriile de trasare ale minelor au fost situate la cca 60 m sub suprafața terenului, spre a se evita străpungeri incidentale cu vechile excavații miniere romane sau medievale. Ele sunt dispuse paralel cu direcția generală de alungire a masivului, fiind plasate pe 3 axe paralele. Pe axa vestică se găsește mina I (Iosif[7]), mina II (Francisc[8]) și mina III (Ferdinand[9]), pe axa de mijloc mina IV (Carolina[10]) și mina V (fără nume), iar pe axa estică (în centrul masivului) mina VI (mină de rezervă, fără nume) si o mină deschisă printr-un puț orb (fără nume). La lucrările de prelungire ale minei III (Ferdinand) spre sud, la prelungirea unei camere-aripă a minei VI (mina de rezervă) și la săparea spre vest a unei galerii din mina II (Francisc), s-a interceptat sterilul din afara masivului de sare, la distanțe mai mici decât era de așteptat. Acolo unde sterilul a fost străpuns (cum a fost cazul în partea de sud-vest a minei Ferdinand) s-au înregistrat infiltrații mari de apă în mină. În anii 1791-1792 s-au deschis minele Iosif (József) și Francisc (Franz/Ferenc), în 1813 mina Ferdinand, iar în 1821 au fost deschise cele două camere ale minei Carolina (Karolina). Toate aceste mine au fost închise în anul 1934 din cauza unor prăbușiri. La suprafața terenului s-au format deasupra lor cratere adȃnci și lacuri extinse.
- Mina Rudolf[11] deschisă în anul 1863 în partea de sud-vest a masivului. După 1918 a fost redenumită mina Regele Ferdinand[12]. Mina a fost închisă definitiv în anul 1934 în urma unor prăbușiri.
- Mina Ștefania[13] (în perioada interbelică mina Regina Maria[14], după 1944 mina 23 August), deschisă în anul 1872 în partea de sud-est a masivului de sare, a funcționat până în anul 1946. Mina a fost exploatată prin 8 camere trapezoidale (I-VIII), de mari dimensiuni.
- Mina Principele Nicolae[15] (după 1944 numită mina 6 Martie), a fost deschisă printr-un puț[16] în partea centrală a masivului de sare în anii 1918-1919 și abandonată în anul 1954, ca urmare a faptului că la orizontul -100 m s-a produs o legătură accidentală cu vechea mină surpată și inundată Iosif, in urma căreia a fost și mina 6 Martie inundată. Sarea a fost exploatată aici prin metoda dizolvării statice subterane, în camere paralelipipedice sau tronconice suprapuse.
- Mina Regele Mihai[17] (după 1944 Mina 1 Mai), deschisă în 1928, în partea de nord a masivului de sare, destinată inițial exploatării sării pe cale umedă (ca și mina învecinată Principele Nicolae). Ulterior a fost reprofilată pentru exploatarea sării exclusiv pe cale uscată, în formă de bulgări. Mina a avut 4 orizonturi (-90 m, -110 m, -130 m și -150 m), cu un puț de extracție (în incinta întreprinderii, coordonate: 46.388881, 23.859743) și un puț de aeraj (în afara incintei, coordonate: 46.391148, 23.855391). După inundarea minei în 1978, ambele puțuri au fost demolate. În anul 1952 au fost puse în funcțiune 6 sonde subterane in mina 1 Mai (câmpul I de sonde, la orizontul -150 m), care produceau saramura pentru Uzinele de Produse Sodice din localitate. Activitatea minei și a celor 6 sonde subterane a fost sistată în anul 1978, în urma unei catastrofe miniere de proporții. In acel an s-a produs o străpungere accidentală cu apele lacului învecinat Iosif, mina Regele Mihai (mina 1 Mai) fiind inundată și scoasă definitiv din funcțiune.

La mijlocul secolului al XIX-lea s-a încercat exploatarea sării la suprafață (în partea de nord a cupolei zăcământului) printr-o carieră (notată „Külvájás“ pe secțiunea minelor din anul 1871). Cariera a fost înconjurată cu un dig de protecție contra apelor freatice. Dar, după câțiva ani, cariera a fost abandonată, apele pătrunzând, totuși, în carieră.
Despre ocnele de sare active sau inactive de la Salina Ocna Mureș a relatat în detaliu František Pošepný în anul 1867.
În anul 1896 la Ocna Mureș erau deschise un număr de 2 ocne.
La Salina Ocna Mureș sarea a fost extrasă și sub formă de saramură concentrată, prin 2 metode:
- dizolvare statică, după anul 1896, la început prin puțuri (apa necesară dizolvării sării era luată din drenul subteran/canalul de gardă care înconjura masivul de sare), apoi în bazine săpate în sare pe talpa minelor vechi părăsite (apa se aducea din rȃul Mureș), mai tȃrziu din camere paralelipipedice sau tronconice ("Mina Principele Nicolae", 1918-1954). S-a renunțat la dizolvarea statică din cauza dezavantajelor: pericol permanent de surpare a tavanelor bazinelor și a terenului de deasupra, coeficient redus de exploatare a sării, cantitați enorme de apă dulce,  necesitatea de a avea trei bazine pentru asigurarea continuității exploatării (un bazin care se umple cu apă, unul în care are loc dizolvarea și unul din care se evacuează saramura).
- dizolvare cinetică, cu sonde plasate în subteran (mina 1 Mai) sau la suprafața terenului (între anii 1952-2010).

Câmpul subteran de sonde (6 sonde cu 40 m diametrul cilindrilor de dizolvare; la orizontul -150 m din Mina Regele Mihai; punerea în funcțiune: 1952; adâncime: 550 m): 101, 102, 103, 104, 105 și 106.
Câmpul de sonde de la suprafață
- 9 sonde cu 40 m diametru (adâncime max. 1100 m, punerea în funcțiune: 1953-1954): 107, 108, 109, 110, 111, 112, 113, 114 și 115.
- 8 sonde cu 80 m diametru: 116, 118E, 118/125, 119/126, 120, 122, 123 și 124.

Activitatea de exploatare a sării este în prezent sistată.
Necesarul de saramură al întreprinderii UPSOM a fost asigurat din noul câmp de sonde deschis la Războieni-Cetate (9 sonde, nr.201-209), pe partea dreaptă a Mureșului.

### Sondă-pilot
În „Mina Regele Mihai” (mina 1 Mai) a fost testată în subteran înainte de 1952 o sondă-pilot pentru testarea efectului de dizolvare dinamică a sării cu apă circulantă, între orizonturile -110 m și -150 m, cu înălțimea cilindrului de dizolvare a sării de 40 m și cu un diametru de 20 m. După evacuarea saramurii, această cavitate a fost străpunsă și cercetată cu o galerie la nivelul orizontului -130 m. Pereții cilindrului au prezentat unele neregularități, datorate îndeosebi intercalațiilor de sare pămȃntoasă și rocilor sterile. 
Pe baza rezultatelor pozitive ale acestei sonde-pilot (premieră pe țară), în anul 1952 au fost puse în funcțiune la nivelul -150 m din 6 sonde de extragere a sării în soluție (101-106), cu adȃncimi de 550 m, care au livrat saramură concentrată Uzinei Chimice din Ocna Mureș și pentru rambleerea minelor vechi surpate (între 1954-1956). 
Ulterior, s-au dat în funcțiune cȃmpuri de sonde și la salinele Cacica (1957), Ocnele Mari (1959) și Tȃrgu Ocna (1959-1960).
Metoda de extragere a sării în soluție prin sonde a fost brevetată ca invenție in 1952 de V.Dima, Al.Babeș și N.Hopȃrtean.

### Catastrofa minieră din anul 1912
Până la mijlocul secolului al XIX-lea râul Mureș curgea în imediata apropiere a masivului de sare. Din cauza pagubelor produse minelor de sare în timpul deselor inundații ale Mureșului, în anii 50 ai secolului al XIX-lea albia Mureșului a fost mutată cu câteva sute de metri mai spre est. Totuși, în anul 1912 s-a produs o inundație catastrofală a Mureșului, apele pătrunzând în minele vechi din partea de sud-vest a masivului de sare, provocând surpări ale tavanelor acestora și apariția la suprafața terenului a unor pâlnii și cratere de mari dimensiuni care au afectat instalațiile miniere de la suprafață, precum și zonele locuite învecinate.

### Catastrofa minieră din anul 1954
In urma unei străpungeri incidentale la nivelul orizontului -100 m al minei 6 Martie (fosta mină Principele Nicolae) cu lacul format în urma surpării minei învecinate Iosif, apele lacului au inundat mina 6 Martie, care a fost definitiv abandonată ca urmare acestei catastrofe.

### Catastrofa minieră din anul 1978
În urma avariilor tehnice la mai multe sonde în anii 70 ai secolului al XX-lea, Salina Ocna Mureș n-a mai fost în stare sa furnizeze cantitățile necesare de sare în soluție uzinei de produse sodice UPSOM din localitate. În această situație, s-a hotărât pomparea diferenței de volum din lacurile de pe masivul de sare, umplute cu saramură concentrată, contravenind unui principiu elementar de protecție a masivului de sare. Acest lucru a dus la diluarea crescândă a concentrației apelor lacurilor, respectiv la dizolvarea treptată a peretelui de siguranță dintre mina 1 Mai si lacul învecinat Iosif. În anul 1978 s-a ajuns la situația în care pilierul despărțitor dintre mina 1 Mai și lacul Iosif (la nivelul orizontului -90 m) a cedat, iar apele s-au revărsat în camerele minei, pe care au inundat-o în întregime în câteva minute. Minierii care lucrau în acel schimb s-au putut salva, ieșind la suprafață pe treptele puțului de aeraj. Această catastrofă minieră a dus la sistarea definitivă a exploatării sării în stare solidă la Ocna Mureș, după milenii de activitate aproape neîntreruptă.

### Catastrofa din anul 2010
Catastrofa a inceput in noaptea de 21 spre 22 decembrie 2010 la ora 02:00. Cauza catastrofei a fost probabil neetanșeitatea coloanei prin care se introduce în subteran apă dulce sub presiune, la una din sondele învecinate (123 sau 124). Au fost distruse 3 clădiri (inclusiv magazinul universal PLUS) și au fost avariate străzile limitrofe M.Eminescu și N.Iorga. În centrul zonei afectate, din zona sud-estică a masivului de sare, s-a format un crater umplut cu apă cu diametrul de cca 200 m și adâncimea medie de cca 10 m. Volumul lacului nou format este de aproximativ 100.000 mc.

## Date de producție
Intre 1952-1978 salina a produs sare bulgări, sare măcinată, sare în soluție și sare recristalizată. 
In anul 1978, după inundarea minei 1 Mai, a fost sistată definitiv producția de sare bulgări și sare măcinată.
Intre 1978-2010 salina a produs sare în soluție și sare recristalizată. In anul 2010 s-a închis UPSOM (Uzina de Produse Sodice Ocna Mureș), unicul beneficiar al sării în soluție. Totodată s-a sistat și producția de sare recristalizată.
După anul 2010 salina a funcționat în stare de necesitate. Cȃțiva ani a ambalat și comercializat sarea recristalizată adusă de la Salina Cacica, apoi a trecut exclusiv la comercializarea sării gata ambalate de la Salina Ocna Dej și Salina Cacica (sare măcinată și sare recristalizată).
Se preconizează o nouă instalație de recristalizare a sării, care va fi alimentată cu sare în soluție din producție proprie (2 sonde din cȃmpurile de sonde de la Ocna Mureș și Războieni sunt în stare de conservare).
In anul 2024 salina producea: sare extrafină (cutii de 1 kg), sare naturală (saci de 50 kg), sare cu nitrit, sare cu arome de plante, sare afumată, sare cu condimente, vegeta (plicuri de 250 g).

## Date hidrologice
Exploatările de sare de la Ocna Mureș au fost permanent amenințate de inundațiile râului Mureș din apropiere și de pătrunderea apelor freatice în subteran. 
Romanii au construit un dig împrejmuitor contra apelor. Resturi ale acestui dig se mai puteau observa în ultimele secole.
În secolul al XIX-lea cursul Mureșului a fost mutat cu câteva sute de metri mai spre nord, au fost ridicate noi diguri de protecție și a fost construit un canal subteran circular de drenaj al apelor freatice de jur-împrejurul masivului de sare. Canalul subteran s-a înfundat după un timp. In secolul al XX-lea au fost săpate canale supraterane care înconjurau masivul de sare pentru drenajul apelor de ploaie, dar și acestea s-au dovedit a fi ineficiente.
Spre limitarea pe cât posibilă a extinderii prăbușirilor minelor vechi, în anul 1952 s-a hotarât umplerea tuturor cavernelor si craterelor formate deasupra fostelor mine Romane, Iosif, Francisc, Ferdinand, Regina Maria și Principele Nicolae, cu saramură concentrată (315 g/l). În acest scop, întreaga producție de sare în soluție obținută în primul an de exploatare a celor 6 sonde din câmpul subteran (1952-1953) a fost pompată în zonele prăbușite, fapt care a dus la formarea unor extinse lacuri antroposaline.

## Diverse
În cursul timpului, toate clădirile și instalațiile miniere (puțuri de extracție, stații de încărcare, ateliere, linii ferate etc) existente de la sfârșitul secolului al XVIII-lea până în prima jumătate a secolului al XX-lea pe cupola masivului de sare, au dispărut, fie demolate, fie prăbușite în minele vechi.
În ultimii ani au fost demolate și instalațiile aferente minei Regele Mihai/1 Mai (inundată în anul 1978), aflate în incinta întreprinderii (puțul de extracție, moara etc).

## Galerie de imagini

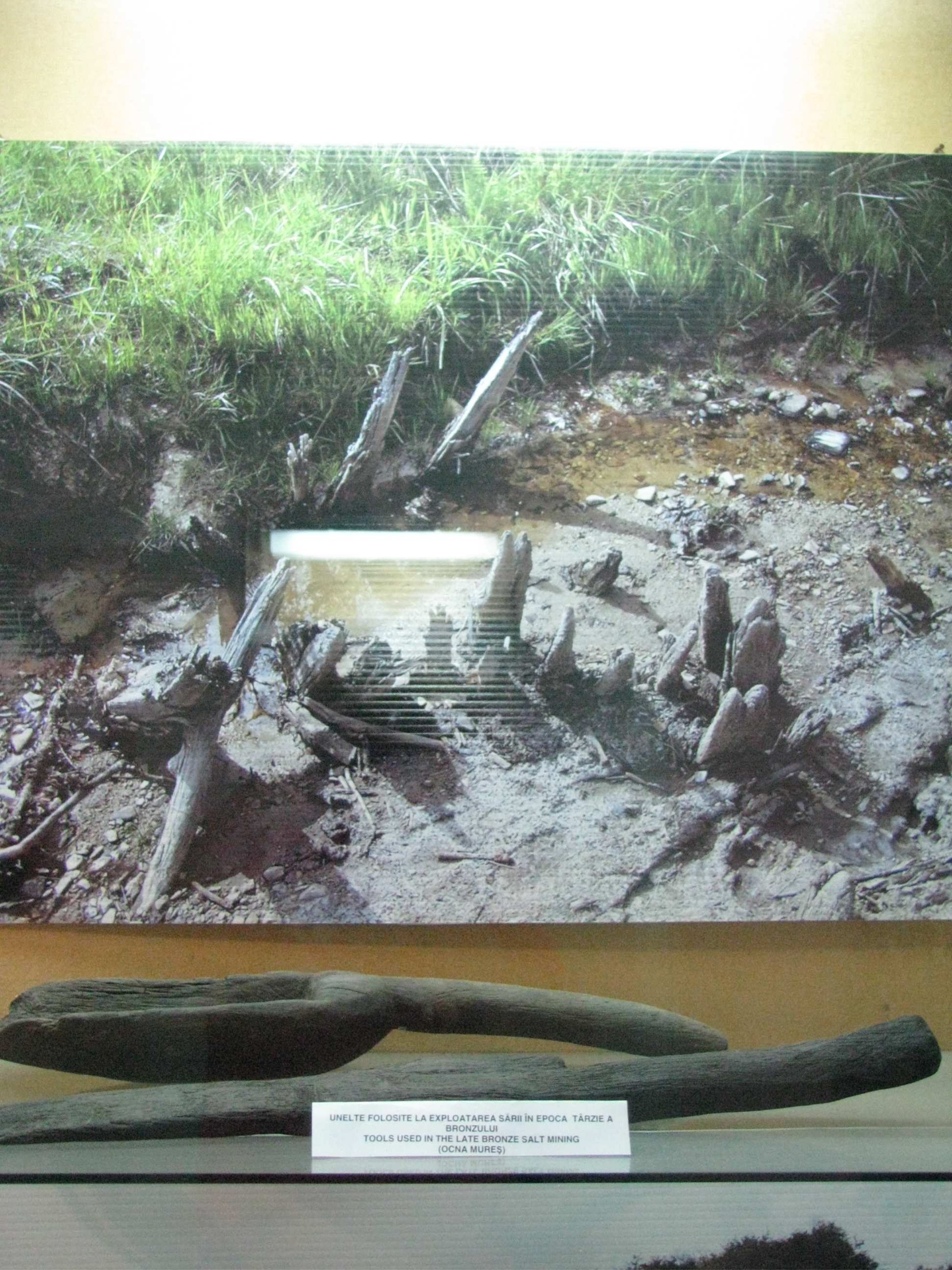
Unelte folosite la exploatarea sării de la Ocna Mureş în epoca târzie a bronzului (Muzeul Naţional al Unirii Alba Iulia)
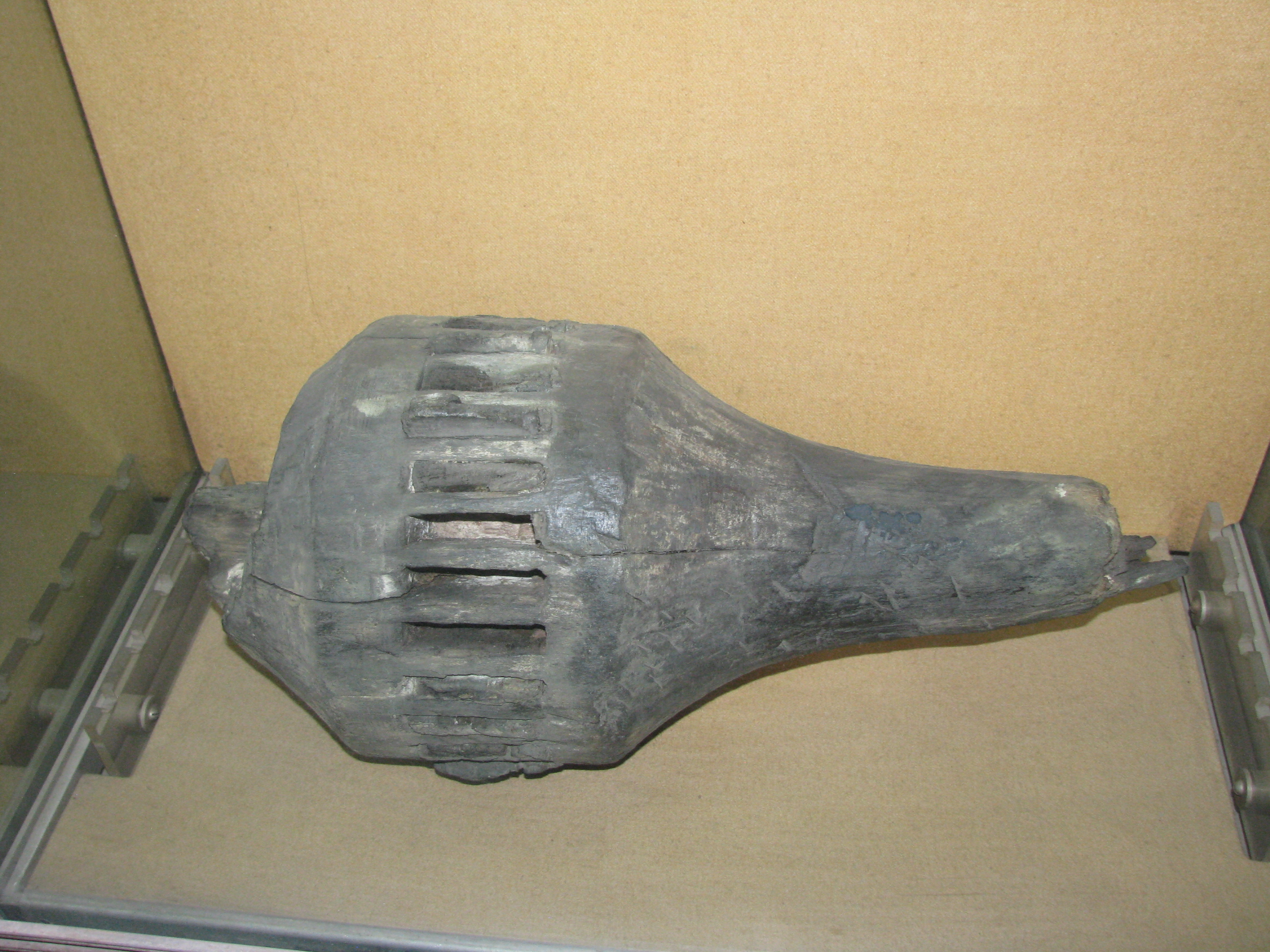
Unealtă de lemn folosită la exploatarea sării de la Ocna Mureş în epoca romană (Muzeul Naţional al Unirii Alba Iulia)
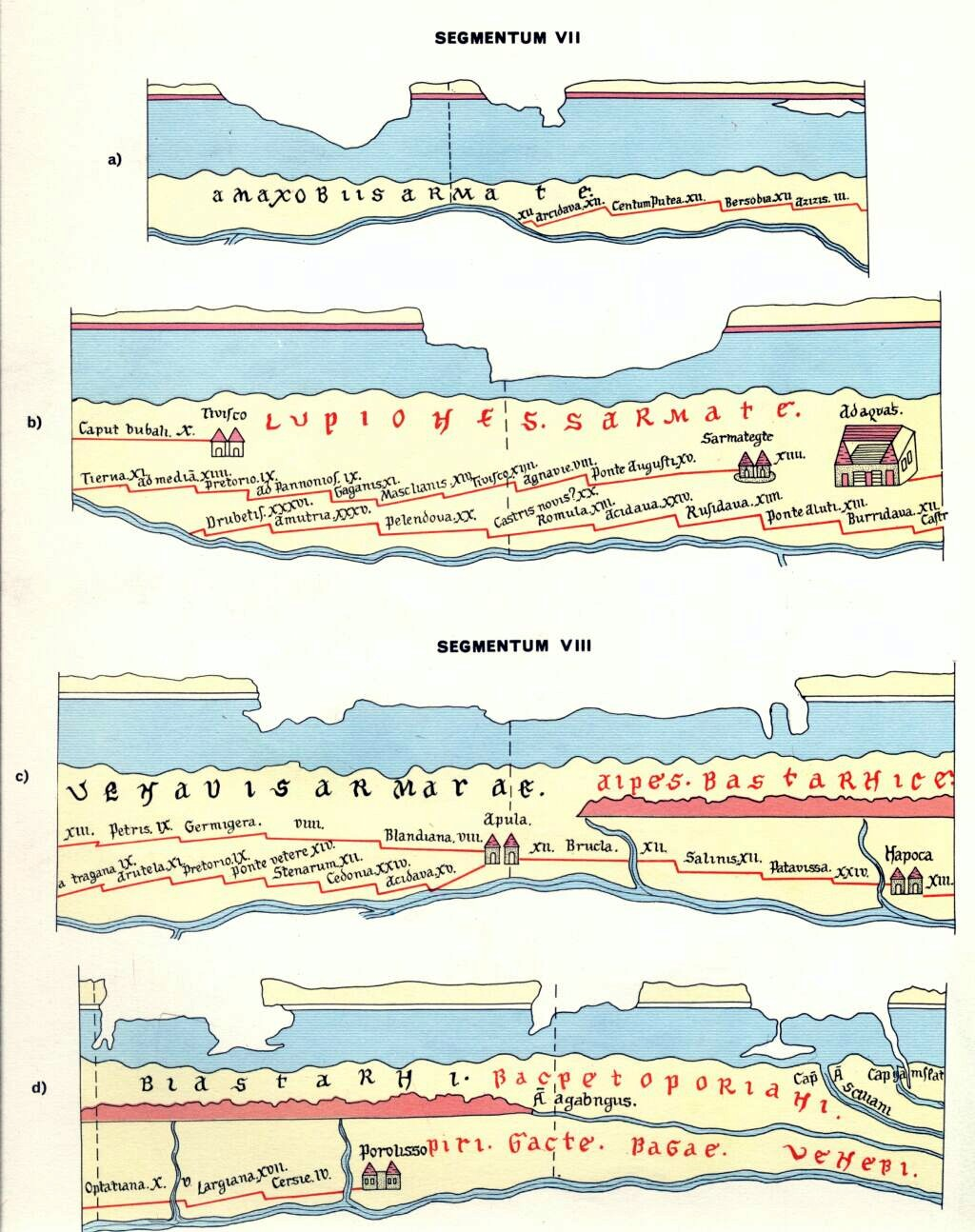
Segmentum VII+VIII pe care apare localitatea Salinae din epoca romană pe Tabula Peutingeriana
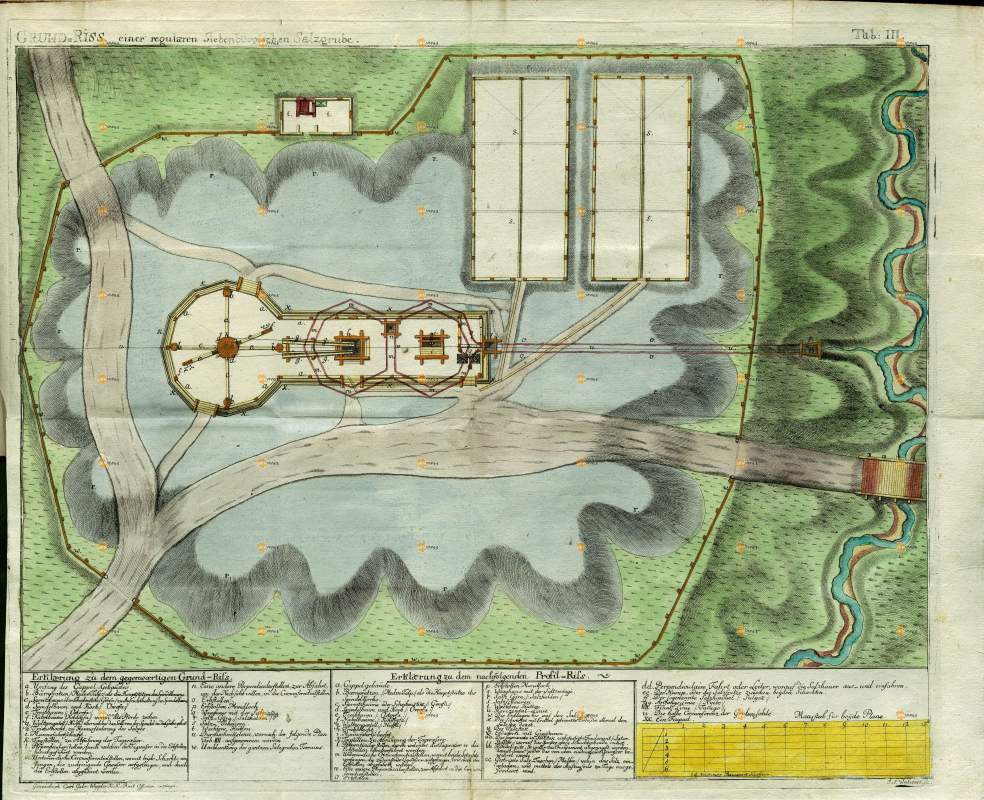
Planul unei ocne vechi de sare din Transilvania şi Maramureş (după Johann Fichtel, 1780)
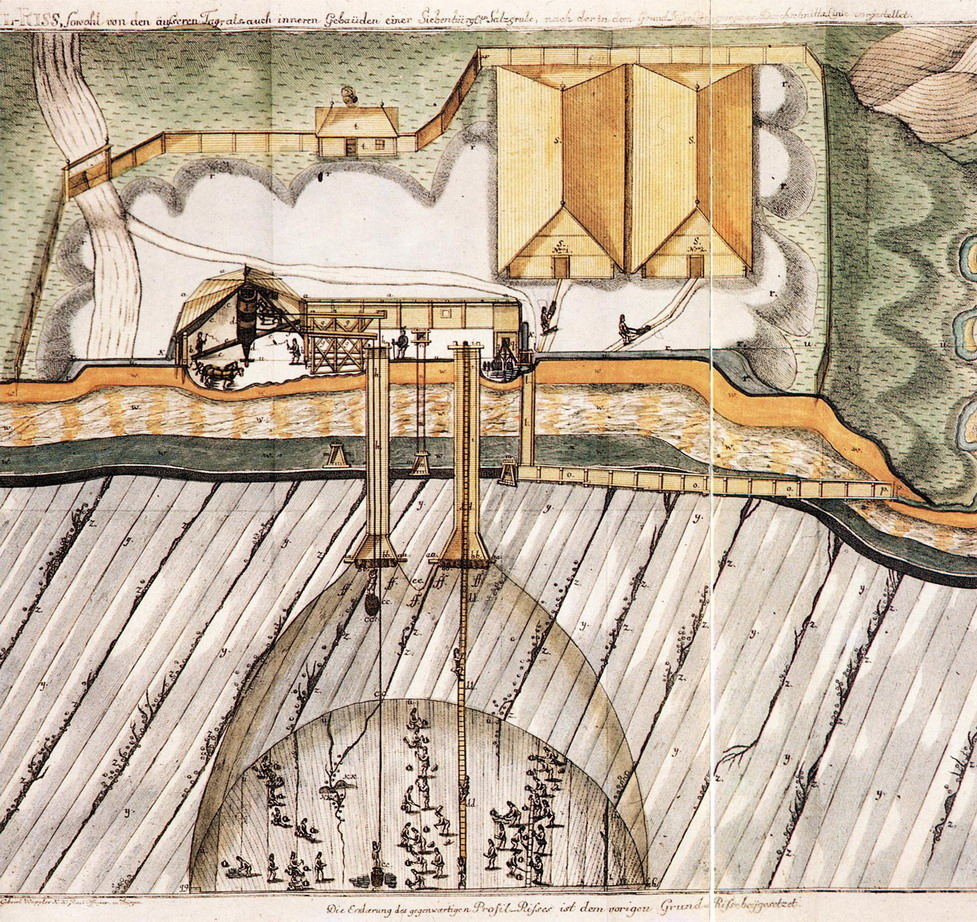
Secţiune schematică printr-o ocnă veche de sare din Transilvania şi Maramureş (după Johann Fichtel, 1780)
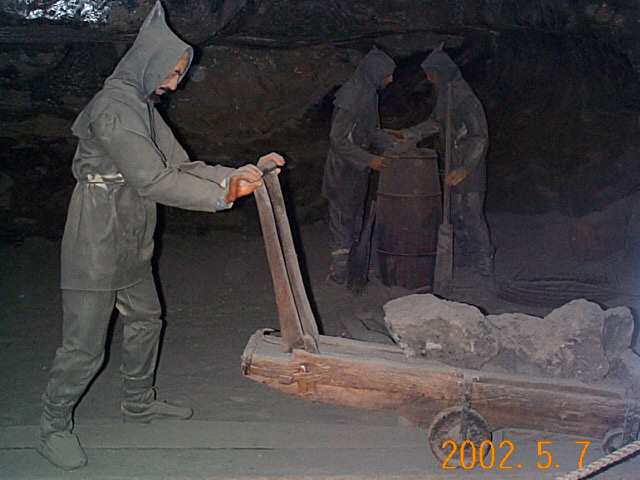
Mijloc de transport al sării in salinele din trecutul istoric
Mina Ferdinand-Rudolf (tăietori de sare) (ante 1918)
Mina Ferdinand-Rudolf (galeria dintre baza puţului şi mină) (ante 1918)
Instalaţiile de suprafață ale minelor Ștefania (stânga) și Ferdinand-Rudolf (dreapta) în anul 1911
Mina Ștefania (?) (ante 1918)
Mina Ștefania (cameră subterană de exploatare)
Mina Ștefania (sala de dans și obeliscul) (ante 1918)
Mina Ștefania (sala de dans și obeliscul) (ante 1918)
Mina Ștefania (sala de dans și obeliscul) (ante 1918)
Mina Ștefania (puţul de extracţie)
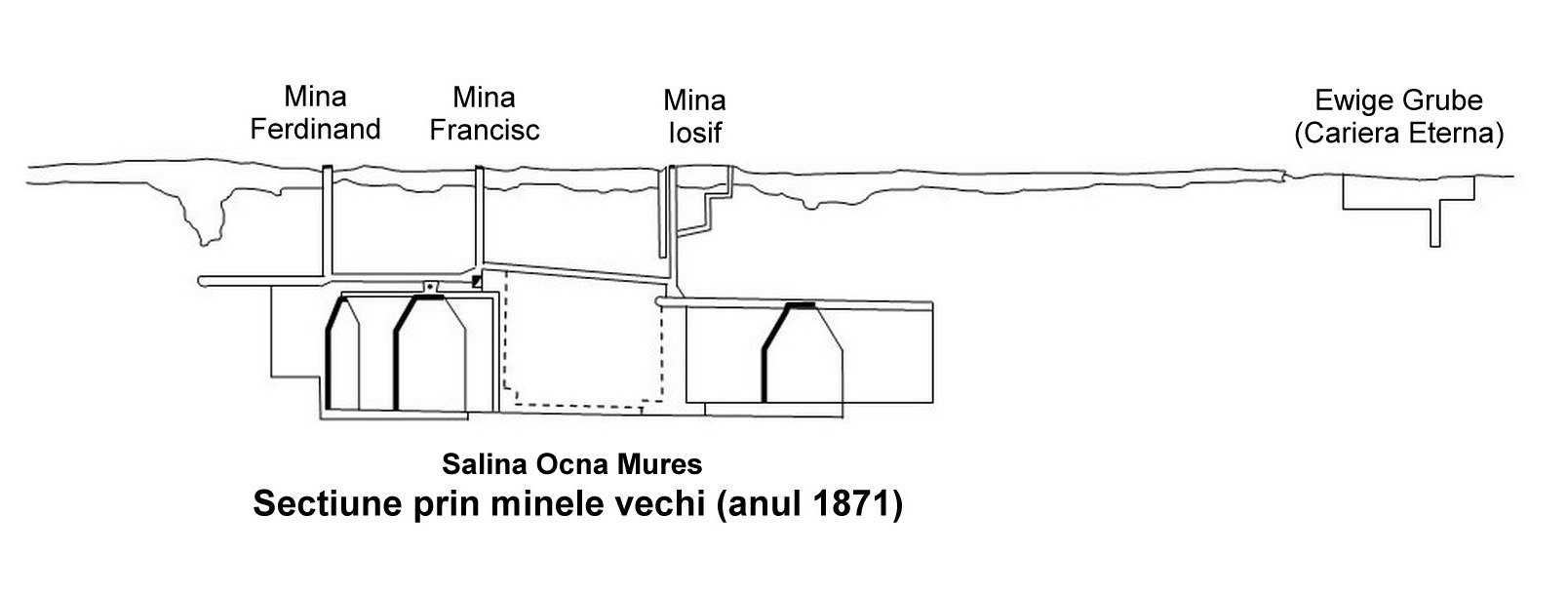
Salina Ocna Mureş - Secţiune prin minele vechi în anul 1871
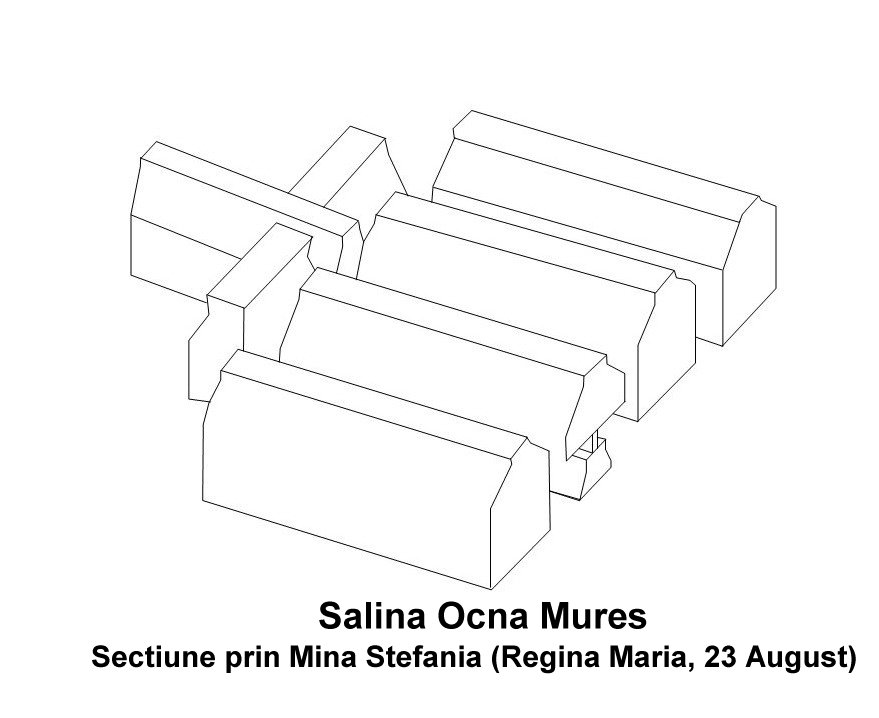
Salina Ocna Mureş - Secţiune prin Mina Ştefania (Regina Maria, 23 August)
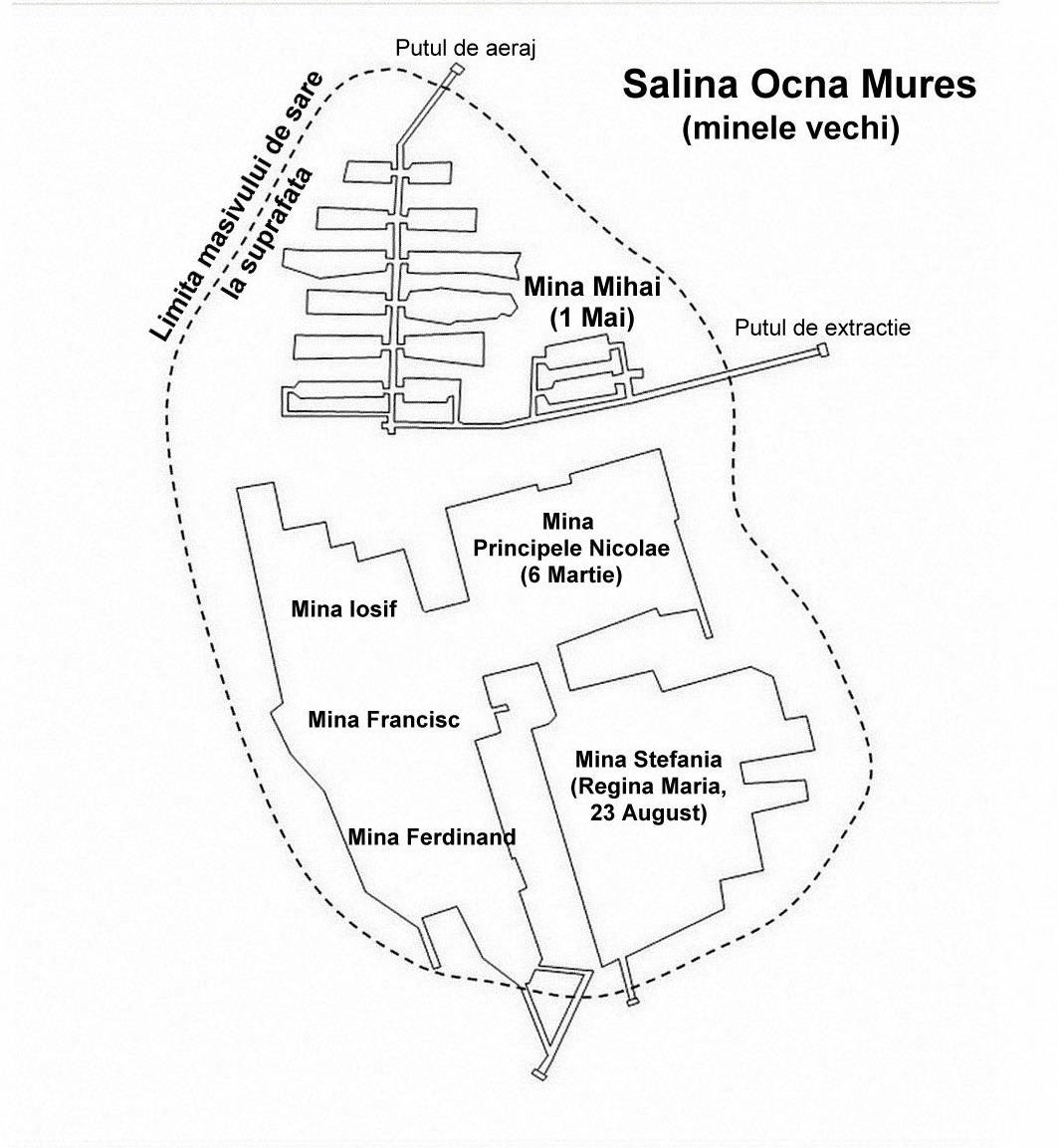
Salina Ocna Mureş - Minele vechi